# Кампофранко
Кампофранко (італ. Campofranco, сиц. Campufrancu) — муніципалітет в Італії, у регіоні Сицилія,  провінція Кальтаніссетта.
Кампофранко розташоване на відстані близько 500 км на південь від Рима, 75 км на південний схід від Палермо, 33 км на захід від Кальтаніссетти.
Населення — 3153 особи (2014).
Щорічний фестиваль відбувається в останню неділю липня. Покровитель — San Calogero.

## Демографія
Населення за роками:

Станом на 1 січня 2023 року в муніципалітеті офіційно проживали 34 іноземці з 9 країн, серед них 22 громадяни країн Євросоюзу.

## Сусідні муніципалітети
- Арагона
- Кастельтерміні
- Гротте
- Мілена
- Сутера